# Stazione di Tor Sapienza
Stazione di Tor Sapienza vasútállomás Olaszországban, Róma településen.

## Vasútvonalak
Az állomást az alábbi vasútvonalak érintik:
- Róma–Sulmona–Pescara-vasútvonal

## Kapcsolódó állomások
A vasútállomáshoz az alábbi állomások vannak a legközelebb:
- Stazione di La Rustica Città (Stazione di Tivoli, FL2)
- Stazione di Palmiro Togliatti (Stazione di Roma Tiburtina, FL2)